# Pepino de Herstal
Pepino de Herstal ou Pepino de Heristal (em francês: Pépin), Pepino, o Moço, ou Pepino II (ca. 635 – Jupille-sur-Meuse, 16 de dezembro de 714) foi o neto de Pepino I, o Velho (Pepino de Landen), em resultado do casamento de sua filha, Bega, com Ansegisel (filho de Arnulfo de Metz). Nasceu em Héristal (hoje, Herstal, na Bélgica), daí obtendo o seu cognome. Foi mordomo do palácio do Reino Franco do Oriente (Austrásia) de 680, bem como de Nêustria e da Borgonha de 687 até à sua morte em 714. Gradualmente, foi tomando controlo da corte Franca.

## Biografia
Durante quase toda sua jovem carreira, ele combateu na companhia de Martin, duque de Champanhe, o prefeito do palácio da Nêustria, Ebroíno, que havia se projetado sobre todos os domínios francos. Eles são vencidos em 679 em Laon e o duque Martin é morto. Quando Ebroíno morreu em 681, assassinado por um lorde franco, Ermenfroi, que se refugiou na corte da Austrásia, ele selou a paz com o seu sucessor, Varatão. No entanto, o sucessor de Varatão, Bertário, e o rei merovíngio Teodorico III entraram em guerra com ele, sendo derrotados definitivamente em Tertry em 687. Pepino então se tornou de facto o governante da Austrásia, mantendo uma forte influência sobre os outros reinos francos dos quais ele também passou a ser prefeito do palácio, o primeiro prefeito do palácio de todos os reinos francos, chamando a si mesmo de "Duque e Príncipe dos Francos" (dux et princeps Francorum). Ele subjugou os alamanos, frísios e os franconianos, trazendo-os para dentro da esfera de influência franca. Ele também iniciou a evangelização da Alemanha. A autoridade de Pepino foi aceite com dificuldade. A Nêustria ressentia-se da dominação do duque Austrasiano (Pepino nomeou o seu filho Grimoaldo, o Jovem Prefeito do Palácio na Nêustria); a submissão da Borgonha e da Aquitânia era apenas nominal; no Sul e no Oeste, os governadores locais tinham aproveitado as guerras civis para estender a sua independência.
Em 695, ele colocou seu filho Drogo no gabinete burgúndio e seu filho Grimoaldo II no neustriano.
Além disso, ele deixou a sua esposa Plectruda pela seu amante Alpaida e os partidos de cada mulher dividiam-se na corte. Esta união é responsável pelo assassinato de Lamberto, bispo de Tongeren-Maastricht, futuro Santo Lamberto, patrono de Liège. Em setembro de um ano em que os historiadores não chegarem a acordo, 696 ou 705, Pepino II convida o bispo para o seu palácio em Jupille, perto de Liège, a fim de pedir-lhe para o unir a Alpaida. Pepino tinha de repudiar Plectruda mas o bispo tinha ouvido falar que uma criança tinha nascido fora do casamento. Então, ele recusou-se a casá-los. Poucos dias depois, em 17 de setembro, Lamberto e os seus sobrinhos, Pedro e Andolet, são assassinados por Dodon, irmão de Alpaida, em retaliação pela sua recusa.
A principal característica do governo de Pepino de Herstal foi a restauração das assembleias anuais, localizadas no Champ de Mars, onde eram tratados assuntos puramente militares. A conquista da Frísia cisrenana é o grande feito do seu "reinado". Controlando a foz do Mosa e do Reno, a região era crucial para a economia franca. O método que ele usou inspirou seus sucessores, inclusive Carlos Magno, ligado à conquista militar e à cristianização. Assim, com os esforços de São Vilibrordo buscou cristianizar a Frísia, e estabeleceu uma hierarquia eclesiástica (criação da diocese de Utreque).
Quando Pepino de Herstal morreu em 16 de dezembro 714, a sua sucessão foi disputada entre seu filho pequeno Teodebaldo, apoiado pela sua avó Plectruda, e seu filho Carlos Mantel, filho de Alpaida. O conflito ameaçou a linha pipínida (os Grandes da Nêustria revoltaram-se) mas Carlos acaba por ganhar, estabelecendo firmemente a dinastia carolíngia, tendo início com seu filho, Pepino, o Breve.
Ele morreu em 714, em Jupille (na moderna Bélgica). Seus descendentes continuaram a servir como prefeitos do palácio, e finalmente se tornaram os governantes legítimos do reino franco.

## Pais
♂ Ansegisel (◊ c. 615 † c. 679)
♀ Bega de Landen (◊ c. 615 † c. 694)

## Casamentos e filhos
- em c. 670 com Plectruda (◊ ? depois de † 717)

1. ♂ Drogo (◊ 670 † 708) Prefeito do palácio da Borgonha
2. ♂ Grimoaldo II (◊ ? † 714) Prefeito do palácio da Nêustria

- com Alpaida da Saxônia (◊ ? † ?), sua concubina

1. ♂ Carlos Martel (◊ c. 688 † 741), Duque dos francos
2. ♂ Quildebrando I (c. 678 - c. 751), Duque da Borgonha